# 俠盜獵車手：倫敦1969
《俠盜獵車手：倫敦1969》是《俠盜獵車手》的第一個任務包，需要《俠盜獵車手》才可執行。1999年4月在Microsoft Windows和DOS和PlayStation上發售。總共增加了30台新車和32個任務，並改用真實城市——1969年的倫敦。

## 武器
- 拳頭：無法殺人，但能使敵人停住幾秒。
- 手槍：可以在醫院、警局附近撿到子彈，是警察和犯人慣用槍。
- 機槍：在特定場所發現，很少子彈。達四星通緝時，警察會使用此槍。
- 火箭發射器：只能用在摧毀汽車，但建築被打到會失火。很稀有。
- 火焰噴射器：可使汽車和人著火。在殲滅敵人時非常好用，但很稀有。[1]

## 外部連結
- 官方網站（页面存档备份，存于）（英文）
- Grand Theft Auto: London 1969（页面存档备份，存于） Grand Theft Auto Wiki（英文）